# 花海爭榮
花海爭榮（日語：ジュンブロッサム），是日本純種競賽馬匹。目前主要勝利有2024年富士錦標。

## 出賽前
2019年4月15日出生於北海道安平町北部牧場，成長途中在拍賣會上被馬主河合純二以8580日圓購入。
其後交由栗東訓練中心練馬師友道康夫訓練。

## 競賽生涯

### 2歲
2021年10月13日出戰東京競馬場2歲新馬戰，比賽初段維持在先頭第三的位置，在直路上嘗試沿內欄進擊，但最終仍然跑獲第二。
其後出戰2歲未勝利戰，本次比賽繼續沿用先行戰術，在直路上直迫前方領放的對手下成功跑出優秀末腳，在終點線將對手越過取得首勝，同時亦以1分59.2秒的完賽時間打破東京競馬場2000米跑道2歲紀錄。

### 3歲
2022年首戰為共同通信盃，比賽途中一直守着所處的先頭位置，在彎道處開始發力下嘗試於直路上以內欄進擊的姿態推進，可惜未能順利展現衝勢下跑獲第四。
3月6日出戰一捷馬戰海石竹賞，繼續保持在先頭內欄的位置，然而進入直路後，其受到前方賽駒的阻擋下未能順利突圍，以第二的戰績完賽。
其後進軍三級賽雅靈頓盃，本次比賽因漏閘改用後上戰術，一直維持在隊伍最後方的位置下在直路大幅抽出外檔位置。進入直路後，其展現不俗的加速力不斷向前推進，最終跑獲一席第四。
1個月後選擇3歲一捷馬戰，同樣採取從後而上的方式展開推進，但和雅靈頓盃一樣未能收窄距離下再度取得第四。
休養一段時間後在7月出戰出雲崎特別，本次比賽面對前1000米58.9秒的較快步速下保持在約莫第六的位置，在進入直路後逐步展開加速，最終在餘下400米處進入全速狀態下成功將Keiai Sena超越取勝。
秋季以神戶新聞盃作為首戰，比賽初段保持在先頭至中團之間的位置，在第四彎道處上前和領放馬並頭。進入直路後，其雖然嘗試繼續加速維持自身的優勢，但未能適應較長路程下最終被對手反超，取得第四的戰績。
年末重返班賽打拼，然而在東方賞中後上不給跑獲第二，在幸運盃中亦未能順利展開衝刺僅跑獲第四。

### 4歲
進入2023年繼續以班賽作為目標，以須磨特別作為年度首戰。比賽開始後，其因為馬群紛紛上前而保持在尾二的位置，在彎道處嘗試發力。進入直路後，其在外檔位置不斷加速迫近前方，但仍然無法阻止領放馬David Barows一放到底以第二落敗。
其後出戰館山特別，保持在中團位置下於第三、四彎道附近上前，但未能適應爛地下最終僅跑獲第六。
休養過後在夏季出戰豐榮特別，繼續保持後上戰術下在彎道處閃入內欄取位，雖然成功在馬群之中穿插並跑出不俗速度，但仍然不敵外檔衝刺的Mississippi Tesoro取得第二。
8月27日出戰五頭連峰特別，雖然順利出閘但仍然墮後，在比賽途中稍為上前下逐步迫近前方賽駒，但最終再度無法追上對手跑獲第二。
9月繼續出戰兩捷馬戰2013紀念龍王盃，本次比賽以居中戰術展開賽事下緊迫先頭部隊，最第四彎道抽出外檔準備望空。進入直路後，其成功進入狀態並順利加速上前，最終在終點線前將Tudo de Bom追過取得勝利。

### 5歲
2024年首戰為石清水錦標，比賽途中維持在中團附近展開推進，雖然在直路嘗試突圍而出，但受到馬群的影響下未能最大程度加速，最終以第五的戰績完賽。
稍為放草過後在6月出戰水無月錦標，維持在中團附近下未有太大動作，僅於彎道處稍微準備發力。進入直路後，其移出外檔位置展開加速，在剩餘300米時迅速對騎師川田將雅的指揮做出反應，最終一口氣加速上線下成功超越對手並拉開後方3馬位。
8月以三級賽關屋紀念作為目標，保持在後方第二的位置下在彎道處逐步取位，於最後600米開始加速下不斷茶色對手，最終僅敗於Tudo de Bom及神驥跑獲第二。
秋季以富士錦標作為熱身戰，本次比賽仍然採用較為熟悉的居中戰術，維持穩定走勢下等待時機。進入直路後，其在中外檔位置成功找尋到加速點，並在400米處接受騎師戶崎圭太的催策，最終成功進入狀態加速下將先行透出的神志勇進及Logi Leon追過，以1馬位優勢取得首個分級賽冠軍。
其後順勢挑戰一哩冠軍賽，然而漏閘之下在隊伍後方推進，在彎道處雖然稍為有反應開始加速，但最終仍然未能扭轉局面以第十大敗。

### 6歲
2025年選擇以東京新聞盃作為首戰，比賽途中一直維持在約莫第八、九的位置展開推進，然而一直未能進入狀態下最終僅能維持均速，以第九的戰績落敗。
4月出戰安田紀念前哨戰讀賣盃，本次比賽仍然維持在中團靠後的位置推進，維持自身平穩的步速。進入直路後，其順利於中團位置透出並逐步上前，可惜在纏鬥之中未能戰勝長跑長有，以1/2馬位差距以第二落敗。
6月按照計劃進軍安田紀念，但完全無法維持表現下在直路僅加速一小段路程，最終以第十一落敗。

### 詳細賽績
| 日期       | 舉辦國家 | 馬場 | 距離   | 級別 | 賽事名稱     | 負重 | 騎師       | 馬號 | 出馬 | 名次 | 時間   | 頭馬（二馬）       |
| ---------- | -------- | ---- | ------ | ---- | ------------ | ---- | ---------- | ---- | ---- | ---- | ------ | ------------------ |
| 23/10/2021 | 日本     | 東京 | 草2000 |      | 2歲新馬      | 55   | 武豐       | 7    | 16   | 2    | 2:03.4 | Delicatesse        |
| 20/11/2021 | 日本     | 東京 | 草2000 |      | 2歲未勝利    | 55   | 武豐       | 12   | 14   | 1    | 1:59.2 | （利森名園）       |
| 13/2/2022  | 日本     | 東京 | 草1800 | GIII | 共同通信盃   | 56   | 武豐       | 9    | 11   | 4    | 1:48.5 | 野田猛鯨           |
| 6/3/2022   | 日本     | 阪神 | 草1800 |      | 海石竹賞     | 56   | 吉田隼人   | 1    | 7    | 2    | 1:46.4 | 銀元流通           |
| 16/4/2022  | 日本     | 阪神 | 草1600 | GIII | 雅靈頓盃     | 56   | 吉田隼人   | 12   | 18   | 4    | 1:32.9 | 野田赤蠍           |
| 7/5/2022   | 日本     | 中京 | 草1600 |      | 3歲一捷報戰  | 56   | 福永祐一   | 9    | 9    | 4    | 1:34.2 | Tagano Finale      |
| 31/7/2022  | 日本     | 新潟 | 草1600 |      | 出雲崎特別   | 54   | 川田將雅   | 16   | 17   | 1    | 1:44.1 | （Keiai Sena）     |
| 25/9/2022  | 日本     | 中京 | 草2200 | GII  | 神戶新聞盃   | 56   | 坂井瑠星   | 12   | 17   | 4    | 2:11.8 | 駿天宮             |
| 27/11/2022 | 日本     | 東京 | 草2000 |      | 東方賞       | 55   | 杜滿萊     | 8    | 14   | 2    | 1:59.0 | Spider Gold        |
| 18/12/2022 | 日本     | 阪神 | 草2000 |      | 幸運盃       | 56   | 川田將雅   | 11   | 14   | 4    | 1:59.9 | Bleu Royal         |
| 11/2/2023  | 日本     | 阪神 | 草1800 |      | 須磨特別     | 57   | 坂井瑠星   | 8    | 10   | 2    | 1:46.0 | David Barows       |
| 18/3/2024  | 日本     | 中山 | 草2000 |      | 館山特別     | 58   | 李慕華     | 7    | 11   | 6    | 2:06.3 | 神聖高山           |
| 30/7/2024  | 日本     | 新潟 | 草1600 |      | 豐榮特別     | 58   | 坂井瑠星   | 1    | 13   | 2    | 1:33.6 | Mississippi Tesoro |
| 27/8/2024  | 日本     | 新潟 | 草1600 |      | 五頭連峰特別 | 58   | 石川裕紀人 | 13   | 17   | 2    | 1:33.3 | T O Granville      |
| 18/9/2024  | 日本     | 阪神 | 草1600 |      | 龍王紀念盃   | 58   | 川田將雅   | 2    | 10   | 1    | 1:31.8 | （Tudo de Bom）    |
| 20/1/2024  | 日本     | 京都 | 草1600 |      | 石清水錦標   | 57   | 川田將雅   | 8    | 16   | 5    | 1:35.2 | Tranquillite       |
| 8/6/2024   | 日本     | 京都 | 草1600 |      | 水無月錦標   | 58   | 川田將雅   | 7    | 10   | 1    | 1:31.5 | （Win Snowlight）  |
| 11/8/2024  | 日本     | 新潟 | 草1600 | GIII | 關屋紀念     | 57   | 戶崎圭太   | 6    | 18   | 3    | 1:33.2 | Tudo de Bom        |
| 19/10/2024 | 日本     | 東京 | 草1600 | GII  | 富士錦標     | 57   | 戶崎圭太   | 16   | 17   | 1    | 1:32.1 | （神志勇進）       |
| 17/11/2025 | 日本     | 京都 | 草1600 | GI   | 一哩冠軍賽   | 58   | 戶崎圭太   | 5    | 17   | 10   | 1:32.7 | 神志勇進           |
| 9/2/2025   | 日本     | 東京 | 草1600 | GIII | 東京新聞盃   | 59   | 戶崎圭太   | 8    | 16   | 10   | 1:33.4 | 水之輝             |
| 27/4/2025  | 日本     | 京都 | 草1600 | GII  | 讀賣盃       | 58   | 武豐       | 3    | 10   | 2    | 1:31.8 | 長跑長有           |
| 8/6/2025   | 日本     | 東京 | 草1600 | GI   | 安田紀念     | 58   | 武豐       | 17   | 18   | 11   | 1:33.4 | 遠觀天象           |

## 血統簡介
父系世界王牌為日本賽駒，生涯戰績不俗，曾於如月賞及讀賣盃中奪冠，亦在香港一哩錦標跑獲第四。祖父大震撼為日本賽駒，為日本賽馬史上第二匹無敗三冠馬，生涯出戰十四場賽事僅得兩場未能勝出，退役後配種成績亦極為優秀，被譽為「平成之飛馬」。
母系Empress Tiara為日本賽駒，生涯兩戰全敗。外祖父大洋船爲美國生產的日本賽駒，於草地泥地賽事均有表現，曾勝出NHK一哩賽及日本盃泥地大賽。

### 血統表
| 父線：週日寧靜系（Halo系）            |                        |                  |                  |
| 種馬 世界王牌 2009年（棗色）          | 大震撼 2002年（棗色）  | 週日寧靜         | Halo             |
| 種馬 世界王牌 2009年（棗色）          | 大震撼 2002年（棗色）  | 週日寧靜         | Wishing Well     |
| 種馬 世界王牌 2009年（棗色）          | 大震撼 2002年（棗色）  | 風中秀髮         | Alzao            |
| 種馬 世界王牌 2009年（棗色）          | 大震撼 2002年（棗色）  | 風中秀髮         | Burghclere       |
| 種馬 世界王牌 2009年（棗色）          | Mandela 2000年（栗色） | Acatenango       | Surumu           |
| 種馬 世界王牌 2009年（棗色）          | Mandela 2000年（栗色） | Acatenango       | Aggravate        |
| 種馬 世界王牌 2009年（棗色）          | Mandela 2000年（栗色） | Mandellicht      | Be My Guest      |
| 種馬 世界王牌 2009年（棗色）          | Mandela 2000年（栗色） | Mandellicht      | Mandelauge       |
| 繁殖雌馬 Empress Tiara 2004年（栗色） | 大洋船 1998年（灰色）  | French Deputy    | Deputy Minister  |
| 繁殖雌馬 Empress Tiara 2004年（栗色） | 大洋船 1998年（灰色）  | French Deputy    | Mitterand        |
| 繁殖雌馬 Empress Tiara 2004年（栗色） | 大洋船 1998年（灰色）  | Blue Avenue      | Classic Go Go    |
| 繁殖雌馬 Empress Tiara 2004年（栗色） | 大洋船 1998年（灰色）  | Blue Avenue      | Eliza Blue       |
| 繁殖雌馬 Empress Tiara 2004年（栗色） | 金皇冠 1996年（栗色）  | Seeking the Gold | 淘金者           |
| 繁殖雌馬 Empress Tiara 2004年（栗色） | 金皇冠 1996年（栗色）  | Seeking the Gold | Con Game         |
| 繁殖雌馬 Empress Tiara 2004年（栗色） | 金皇冠 1996年（栗色）  | Bright Tiara     | Chief's Crown    |
| 繁殖雌馬 Empress Tiara 2004年（栗色） | 金皇冠 1996年（栗色）  | Bright Tiara     | Expressive Dance |
| 雌系：號族：10-a                      |                        |                  |                  |
| 五代內近親交配：無                    |                        |                  |                  |

## 命名由來
名字中，Jun（ジュン）為馬主河合純二的冠名，出自其名字中的「純」之音讀，Blossom（ブロッサム）意思為「花叢」，香港只取後半部分並加以聯想，翻譯為「花海爭榮」。

## 外部連結
- 花海爭榮 netkeiba.com
- 血統表